# Rolladen Schneider LS2
Die LS2 ist ein Experimental-Einzelstück eines Segelflugzeuges.

## Geschichte
Der Erstflug wurde am 10. März 1973 durchgeführt. Das 15-m-Wölbklappenflugzeug entstand unter dem Einfluss der damaligen Regel für die Standard-Klasse, die keine den Querrudern überlagerte Wölbklappen gestattete. Auf Grund dieser Regel fielen die Querruder sehr kurz und tief aus, um möglichst viel Fläche für die Wölbklappen zur Verfügung zu haben.
Das Höhenleitwerk der LS2 wurde auch in der LS1-e verwendet.

## Konstruktion
Aus Schwerpunktgründen hatte der Flügel eine negative Pfeilung von 3 Grad. Als Profil wurde das Profil FX 67-K-170 verwendet. Weil zu den Wölbklappen keine zusätzlichen Lande- oder Bremsklappen zugelassen waren, konnte mit einer Landestellung der Wölbklappen bis zu 60 Grad gelandet werden. Dies machte die Landung sehr schwierig. Das war wohl auch der Grund, warum die LS2 im Gegensatz zur PIK-20B, die in der Auslegung sehr ähnlich war, nicht in Serie ging.

## Nutzung
Helmut Reichmann gewann mit der LS2 im Jahre 1974 die Weltmeisterschaft der Standard-Klasse im australischen Waikerie.

## Technische Daten
| Kenngröße       | Daten (D-2971)  |
| --------------- | --------------- |
| Besatzung       | 1               |
| Spannweite      | 15 m            |
| Flügelfläche    | 10,29 m²        |
| Flügelstreckung | 21,87           |
| Gleitzahl       | 40 bei 100 km/h |
| Leermasse       | 240 kg          |
| Startmasse      | 360 kg          |